# Тенерифе (Колумбия)
Тенерифе (исп. Tenerife) — город и муниципалитет на севере Колумбии, на территории департамента Магдалена.

## История
Поселение, из которого позднее вырос город, было основано в 1536 году. Муниципалитет Тенерифе был выделен в отдельную административную единицу в 1864 году.

## Географическое положение

Муниципалитет Тенерифе

Город расположен в западной части департамента, на левом берегу реки Магдалена, на расстоянии приблизительно 162 километров к юго-западу от Санта-Марты, административного центра департамента Магдалена. Абсолютная высота — 18 метров над уровнем моря.

Муниципалитет Тенерифе граничит на севере с территорией муниципалитета Сапаян, на северо-востоке — с муниципалитетом Чиболо, на востоке и юге — с муниципалитетом Плато, на западе и северо-западе — с территорией департамента Боливар. Площадь муниципалитета составляет 694 км².

## Население
По данным Национального административного департамента статистики Колумбии, совокупная численность населения города и муниципалитета в 2015 году составляла 12 243 человек.
Динамика численности населения муниципалитета по годам:
| 2005   | 2006   | 2007   | 2008   | 2009   | 2010   | 2011   | 2012   | 2013   | 2014   | 2015   |
| ------ | ------ | ------ | ------ | ------ | ------ | ------ | ------ | ------ | ------ | ------ |
| 12 550 | 12 511 | 12 459 | 12 429 | 12 392 | 12 358 | 12 333 | 12 300 | 12 278 | 12 253 | 12 243 |

Согласно данным переписи 2005 года мужчины составляли 54,3 % от населения Тенерифе, женщины — соответственно 45,7 %. В расовом отношении белые и метисы составляли 77,9 % от населения города; негры, мулаты и райсальцы — 22,1 %.
Уровень грамотности среди всего населения составлял 78,1 %.

## Экономика
Основу экономики Тенерифе составляет сельскохозяйственное производство.

54,9 % от общего числа городских и муниципальных предприятий составляют предприятия торговой сферы, 27,6 % — промышленные предприятия, 16 % — предприятия сферы обслуживания, 1,5 % — предприятия иных отраслей экономики.

## Транспорт
Через город проходит национальное шоссе № 27 (исп. Ruta Nacional 27).